# Scottellia orientalis
Scottellia orientalis är en tvåhjärtbladig växtart som beskrevs av Ernest Friedrich Gilg. Scottellia orientalis ingår i släktet Scottellia och familjen Achariaceae. Inga underarter finns listade i Catalogue of Life.